# Московско-Тверская пригородная пассажирская компания
Акционерное общество «Московско-Тверская пригородная пассажирская компания» (АО «МТ ППК») — компания, обслуживающая пригородные перевозки в Москве, Московской, Тверской, части Новгородской, Псковской и Ярославской областей. Основу полигона деятельности компании составляет участок Москва – Зеленоград – Тверь. Пригородные поезда МТППК перевезли 58 млн человек в 2023 году. Компания одной из первых в России начала использовать скоростные поезда «Ласточка» в качестве пригородного транспорта. Сейчас они перевозят более 25 % всех пассажиров Ленинградского направления.

## История
Компания осуществляет свою деятельность с 1 сентября 2009 года, — как агент по продаже проездных документов и сбору денежной выручки; с 1 марта 2010 года — как перевозчик пассажиров в пригородном сообщении на направлении Москва — Тверь, на остальном полигоне Тверской области — агент по продаже билетов; с 1 января 2011 года — как перевозчик на всем полигоне обслуживания Московско-Тверской дирекции по обслуживанию пассажиров в пригородном сообщении. С октября 2013 года также обслуживает участок Бологое — Окуловка. В феврале 2014 компания отменила более 40 электричек в Тверской области. В июле 2015 года компания выиграла конкурс на право осуществления перевозочной деятельности на полигоне своего обслуживания сроком на 15 лет. C 1 октября 2015 года на участке Москва — Крюково — Тверь МТППК запустила скоростные поезда «Ласточка». С 5 июня 2023 года на участке Москва — Бологое начато обновление билетной системы. 

## Учредители и акционеры
Учредителями и акционерами компании являются:
- ОАО «Российские железные дороги» — 50 % минус 2 акции (74998 акций);
- Комитет по управлению имуществом Тверской области — 25 % плюс 1 акция (37501 акция);
- ООО «Дельта-Транс-Инвест» — 25 % плюс 1 акция (37501 акция).

## Руководители
- Хмелевских, Евгений Михайлович (генеральный директор) 1 сентября 2009 года — 30 ноября 2011 года;
- Иванов, Игорь Августович (и. о. генерального директора) 1 декабря 2011 года — 1 марта 2012 года;
- Иванов, Игорь Августович (генеральный директор) 2 марта 2012 года — 29 мая 2016 года;
- Воронцов, Константин Владимирович (генеральный директор) 30 мая 2016 года — 2 марта 2017 года;
- Самойлов, Юрий Евгеньевич (и. о. генерального директора) 3 марта – 6 июня 2017 года;
- Федотов, Олег Эдуардович (генеральный директор) 7 июня 2017 года — 6 июня 2020 года;
- Воронцов, Константин Владимирович (генеральный директор) — с 17 июня 2020 года[5].

## Штат сотрудников
По состоянию на 2014 год, списочная численность работников составила 820 человек, в том числе руководителей — 38, специалистов — 76, билетных кассиров — 416, разъездных билетных кассиров (кассиров-контролёров) — 108, проводников пассажирских вагонов — 115 человек, перронных контролёров — 19.

## Полигон деятельности
Компания обслуживает пригородные пассажирские перевозки в Москве, Московской, Тверской, части Новгородской, Псковской и Ярославской областей.
К участкам, обслуживаемым компанией, относятся:  
- Москва — Тверь — Бологое — Окуловка;
- Москва — Конаково ГРЭС;
- Тверь — Торжок;
- Торжок — Ржев;
- Ржев — Шаховская;
- Ржев — Великие Луки;
- Осташков — Кувшиново;
- Бологое — Великие Луки;
- Бологое — Сонково;
- Сонково — Савёлово;
- Сонково — Пестово;
- Савёлово — Углич.

Эксплуатационная длина участков обслуживания составляет 2196 км, на которых расположены 208 станций и остановочных пунктов. Крупнейшими по пассажиропотоку станциями в зоне деятельности компании являются: Москва, Химки, Крюково, Подсолнечная, Клин, Тверь, Вышний Волочёк, Бологое-Московское, Ржев-Балтийский. 
На полигон деятельности компании приходится 23 % от объёма пригородных перевозок Октябрьской железной дороги. В 2009 году компанией перевезено 19,3 млн человек, в 2010 — 23,5 млн, в 2011 — 40,9 млн, в 2012 — 46,6 млн в 2013 — 51,3 млн, в 2014 — 52,3 млн. Московско-Тверская дирекция по обслуживанию пассажиров, на основе которой была создана МТ ППК, в 2008 году перевезла 40,7 млн пассажиров.

## Факты
- АО «МТ ППК» поддерживает запись карт абонементов «Тройка»[12] и «Стрелка».